# W firmie
W firmie (ang. The Company Men) – amerykańsko-brytyjski dramat z 2010 roku w reżyserii Johna Wellsa, który jest jednocześnie autorem scenariusza i producentem filmu. Film miał premierę 22 stycznia 2010 na 26. Sundance Film Festival, do kin zaś trafił 21 stycznia 2011. W Polsce swoją premierę miał 3 marca 2012 na kanale Canal+.

## Obsada
- Ben Affleck jako Bobby Walker
- Tommy Lee Jones jako Gene McClary
- Chris Cooper jako Phil Woodward
- Kevin Costner jako Jack Dolan
- Rosemarie DeWitt jako Maggie Walker
- Maria Bello jako Sally Wilcox
- Craig T. Nelson jako James Salinger
- Nancy Villone jako Diane Lindstrom
- Tom Kemp jako Conal Doherty
- Dana Eskelson jako Diedre Dolan
- Patricia Kalember jako Cynthia McClary
- Anthony O’Leary jako Drew Walker
- Cady Huffman jako Joanna
- John Doman jako Dysart
- Angela Rezza jako Carson Walker
- Kent Shocknek jako Herb Rittenour
- Tonye Patano jako Joyce Robertson
- Kathy Harum jako Karen
- Lance Greene jako Dick Landry